# Alianza Socialdemócrata
La Alianza Socialdemócrata (AS) (en islandés: Samfylkingin) es un partido político islandés socialdemócrata. Gobernó junto al partido Movimiento de Izquierda-Verde, y Jóhanna Sigurðardóttir, socialdemócrata, fue la primera ministra.
Nació poco antes de las elecciones parlamentarias de 1999, como unión de los cuatro partidos de izquierdas existentes: el partido socialdemócrata (Alþýðuflokkurinn), la Alianza del Pueblo (Alþýðubandalagið), Movimiento Nacional (Þjóðvaki), y la Lista Femenina (Samtök um kvennalista). La fusión se realizó con el intento de unir a todo el centro izquierda islandés, para ganar al Partido de la Independencia (Sjálfstædisflokkurinn), de centro derecha. A pesar de ello, el nuevo partido perdió las elecciones de 1999 y 2003.
En las elecciones municipales de 2014 recuperó la Alcaldía de Reikiavik con Dagur Bergþóruson Eggertsson.

## Resultados electorales
| Resultado de las elecciones al Alþingi | Resultado de las elecciones al Alþingi | Resultado de las elecciones al Alþingi | Resultado de las elecciones al Alþingi | Resultado de las elecciones al Alþingi | Resultado de las elecciones al Alþingi      |
| Año                                    | Votos                                  | %                                      | Escaños                                | +/-                                    | Gobierno                                    |
| -------------------------------------- | -------------------------------------- | -------------------------------------- | -------------------------------------- | -------------------------------------- | ------------------------------------------- |
| 1999                                   | 44 378 (#2)                            | 26,8                                   | 17/63                                  | 6a                                     | Oposición                                   |
| 2003                                   | 56 700 (#2)                            | 31,0                                   | 20/63                                  | 6                                      | Oposición                                   |
| 2007                                   | 48 743 (#2)                            | 26,8                                   | 18/63                                  | 2                                      | Coalición con Partido de la Independencia   |
| 2009                                   | 55 758 (#1)                            | 29,8                                   | 20/63                                  | 2                                      | Coalición con Movimiento de Izquierda-Verde |
| 2013                                   | 24 292 (#3)                            | 12,9                                   | 9/63                                   | 11                                     | Oposición                                   |
| 2016                                   | 10 893 (#7)                            | 5,7                                    | 3/63                                   | 6                                      | Oposición                                   |
| 2017                                   | 23 652 (#3)                            | 12,1                                   | 7/63                                   | 4                                      | Oposición                                   |
| 2021                                   | 19 825 (#4)                            | 9,9                                    | 6/63                                   | 1                                      | Oposición                                   |
| 2024                                   | 44 091 (#1)                            | 20,8                                   | 15/63                                  | 9                                      | Coalición con Viðreisn y FF                 |

a Respecto a la suma de los escaños obtenidos por Alianza del Pueblo, Partido Socialdemócrata, Despertar de la Nación y la Lista de las Mujeres en 1995.